# Dinamo (stacja metra w Moskwie)
Dinamo (ros. Динамо) – stacja linii Zamoskworieckiej metra moskiewskiego, otwarta 11 września 1938 roku, wraz z otwarciem linii Zasmoskworieckiej.